# Begonia baronii
Begonia baronii là một loài thực vật có hoa trong họ Thu hải đường. Loài này được Baker mô tả khoa học đầu tiên năm 1887.